# Tätsjön (Locknevi socken, Småland, 639768-152228)
Tätsjön är en sjö i Vimmerby kommun och Västerviks kommun i Småland och ingår i Botorpsströmmens huvudavrinningsområde. Sjön har en area på 0,378 kvadratkilometer och ligger 81,2 meter över havet. Sjön avvattnas av vattendraget Tätsjöbäcken.

## Delavrinningsområde
Tätsjön ingår i det delavrinningsområde (639330-152280) som SMHI kallar för Mynnar i Hagsjön. Medelhöjden är 100 meter över havet och ytan är 35,92 kvadratkilometer. Det finns inga avrinningsområden uppströms utan avrinningsområdet är högsta punkten. Tätsjöbäcken som avvattnar avrinningsområdet har biflödesordning 3, vilket innebär att vattnet flödar genom totalt 3 vattendrag innan det når havet efter 37 kilometer. Avrinningsområdet består mestadels av skog (70 %), öppen mark (12 %) och jordbruk (13 %). Avrinningsområdet har 0,86 kvadratkilometer vattenytor vilket ger det en sjöprocent på 2,4 %.